# Фоксбург (Пенсільванія)
Фоксбург (англ. Foxburg) — місто (англ. borough) в США, в окрузі Клеріон штату Пенсільванія. Населення — 181 особа (2020).

## Географія
Фоксбург розташований за координатами 41°8′30″ пн. ш. 79°40′40″ зх. д. / 41.14167° пн. ш. 79.67778° зх. д. (41.141779, -79.677880).  За даними Бюро перепису населення США в 2010 році місто мало площу 1,29 км², з яких 0,95 км² — суходіл та 0,34 км² — водойми.

## Демографія
Згідно з переписом 2010 року, у селищі мешкали 183 особи в 79 домогосподарствах у складі 50 родин. Густота населення становила 141 особа/км².  Було 102 помешкання (79/км²).
Расовий склад населення:
| - 97,8 % — білих - 0,5 % — азіатів |

До двох чи більше рас належало 1,6 %. Частка іспаномовних становила 1,6 % від усіх жителів.
За віковим діапазоном населення розподілялося таким чином: 20,2 % — особи молодші 18 років, 59,0 % — особи у віці 18—64 років, 20,8 % — особи у віці 65 років та старші. Медіана віку мешканця становила 47,3 року. На 100 осіб жіночої статі у селищі припадало 88,7 чоловіків;  на 100 жінок у віці від 18 років та старших — 97,3 чоловіків також старших 18 років.
Середній дохід на одне домашнє господарство  становив 45 337 доларів США (медіана — 38 750), а середній дохід на одну сім'ю — 55 712 долари (медіана — 51 875). Медіана доходів становила 45 313 долари для чоловіків та 28 571 долар для жінок. За межею бідності перебувало 9,0 % осіб, у тому числі 18,8 % дітей у віці до 18 років та 3,9 % осіб у віці 65 років та старших.
Цивільне працевлаштоване населення становило 90 осіб. Основні галузі зайнятості: освіта, охорона здоров'я та соціальна допомога — 27,8 %, виробництво — 15,6 %, науковці, спеціалісти, менеджери — 11,1 %, мистецтво, розваги та відпочинок — 10,0 %.